# Мельникова, Антонина Алексеевна
Антонина Алексеевна Мельникова (бел. Антаніна Аляксееўна Мельнікава; род. 1958) — белорусская советская гребчиха-байдарочница, Мастер спорта СССР международного класса (1978), бронзовый призёр Олимпийских игр 1980 года в гребле на байдарке. Первая и единственная белорусская спортсменка, завоевавшая олимпийскую медаль в гребле на байдарках.

## Биография
Родилась 19 февраля 1958 года в городе Рогачёве Гомельской области Белорусской ССР.
В школе занималась в секции ручного мяча у мастера спорта Нелли Александровны Радчиковой. Затем перешла в гребной спорт и тренировалась у Николая Гавриленко.
Была призёром чемпионатов Советского Союза и Спартакиад народов СССР, на которой в 1979 году отобралась на Олимпийские игры 1980 года, где стала бронзовым призёром. За этот успех была награждена медалью «За трудовое отличие», от профсоюзов Белорусской ССР получила хрустальную вазу, а от Совета министров республики — наручные часы «Луч».
Закончила спортивную карьеру в 1983 году. Окончила Белорусский институт физической культуры (ныне Белорусский государственный университет физической культуры). Работает в Минске в ДСО «Трудовые резервы».